# EMG Automation
Die EMG Automation GmbH ist ein Anbieter von Automatisierungslösungen für die Fertigungsindustrie. Zu den Hauptmärkten zählen die Branchen: Metall, Papier, Kunststoff, sowie die Folien- und Reifenindustrie. Ihre Muttergesellschaft ist die Elexis AG. Die EMG-Gruppe beschäftigt weltweit ca. 1200 Mitarbeiter und hat ihren Hauptsitz in Wenden.

## Geschichte
Die EMG Automation GmbH wurde am 22. Juni 1946 unter dem Namen Elektro-Mechanik Gesellschaft mit beschränkter Haftung als Tochtergesellschaft der Nationalen Automobilgesellschaft (NAG) gegründet. Die Gesellschaft produzierte Bremslüftgeräte für den Einsatz in Industriebremsen. 1977 wurde die Mehrheitsgesellschaft EMH in Brasilien gegründet, die seither den südamerikanischen Markt bedient. 1980 erwarb EMG die Bielefelder Servo-Technik (BST) und hat seitdem das weltweite Netz der heutigen BST GmbH erweitert. 1995 eignete sich BST die Mehrheitsbeteiligung an der US-Gesellschaft Pro Mark Technologies an. 2003 wurde der Sitz der Muttergesellschaft der EMG, der Elexis AG, nach Wenden (Sauerland) verlagert.

## Konzernstruktur
Die EMG unterhält folgende Tochterunternehmen:
- EMG Automation (Beijing) Ltd., Peking, China
- EMG Automation (Beijing) Limited Shanghai Branch, Shanghai, China
- EMG Automation India Private Ltd., Thane, Indien
- EMG Automation GmbH Werk ELTMA, Oschersleben, Deutschland
- EMG USA Inc., Twinsburg, USA
- BST GmbH, Hauptsitz in Bielefeld, Deutschland
  - BST France SARL
  - BST Italia s.r.l.
  - BST Istanbul Ltd.
  - BST Ibérica S.L.
  - BST India Pvt. Ltd.
  - BST Shanghai Co., Ltd.
  - BST Japan Ltd.
  - BST  Latina
  - BST South East Asia
  - BST North America, Inc.
  - Accuweb

## Produkte
Zentrale Anwendungsbereiche für Serienprodukte, Einzelkomponenten und für komplexe Systemlösungen der EMG-Gruppe sind kontinuierliche Produktionsprozesse in den Branchen Metall, Papier und Kunststoff sowie in der Folien- und Reifenindustrie. Zum Lieferprogramm der EMG gehören neben qualitätssichernden Systemen auch Bandlaufregelungen und elektrohydraulische Hubgeräte und Steuerungen.

## Auszeichnungen
Die EMG Automation GmbH erhielt im Jahr 2007 zum vierten Mal den vom Trägerverein Zenit e. V. verliehenen Innovationspreis.